# Thomas Newson
Thomas Newson, nome d'arte di Thomas Verkujlen ('s-Hertogenbosch, 10 maggio 1994), è un disc jockey e produttore discografico olandese.

## Biografia
Il suo nome è Thomas Verkujlen. Nato a 's-Hertogenbosch, nei Paesi Bassi, è il figlio della star Marco V anche lui dj e produttore discografico olandese di musica EDM.
Seppur giovanissimo è già al vertice delle classifiche internazionali grazie alle tracce rilasciate da top label come la Revealed Recordings, l'etichetta di Hardwell, ma anche la Spinnin' Records e la Musical Freedom, quest'ultima di Tiësto.
È stato uno dei pochi producer ad avere contemporaneamente due tracce nella top ten di Beatport con Flute (pubblicata tramite Spinnin' Records), in collaborazione con New World Sound, e Pallaroid (pubblicata, invece, sulla Revealed Recordings).

## Discografia
2014-06-27 - Ravefield (Edit) Thomas Newson (Revealed Recordings) Progressive House 
2014-06-23 - Armin van Buuren Feat Lauren Evans - Alone (Thomas Newson Remix) Armind Progressive House
2014-05-23 - Thomas Newson Feat Angelika Vee - Don't Hold Us (Blinders Radio Edit) (Armada) Progressive House 
2014-05-19 - Thomas Newson Feat Angelika Vee - Don't Hold Us (Paul Mayson Remix) Zouk Recordings (Armada)
2014-05-19 - Thomas Newson Feat Angelika Vee - Don't Hold Us (Blinders Remix) Zouk Recordings (Armada) Progressive House
2014-05-19 - Thomas Newson Feat Angelika Vee - Don't Hold Us (Bixel Boys Remix) Zouk Recordings (Armada) Electro House 
2014-05-02 - Marco V, Thomas Newson - Jaguar (Spinnin Records) Electro House
2014-04-22 - Thomas Newson & New World Sound - Flute (Spinnin Records) House 
2014-04-11 - Thomas Newson feat. Angelika Vee Don't Hold Us (Zouk Recordings) House 
2014-04-11 - Thomas Newson - Pallaroid (Revealed) Progressive House 
2014-03-07 - Thomas Newson - Neutron (Doctors In Florence Remix) (Big & Dirty) Progressive House
2014-03-07 - Thomas Newson, Angelika Vee - Don't Hold Us (Short Edit) (Armada Music) Progressive House
2014-02-24 - Thomas Newson & New World Sound - Flute (Mightyfools Remix) (SPRS) Electro House
2014-02-24 - Thomas Newson & New World Sound - Flute (Tony Junior & Bryan Mescal Remix) (SPRS) Electro House 
2014-02-24 - Thomas Newson & New World Sound - Flute (Tomsize & Simeon Festival Trap Remix) (SPRS) Electronica
2014-02-24 - Thomas Newson & New World Sound - Flute (Uberjak'd Remix (SPRS) Electro House 
2014-02-24 - Thomas Newson & New World Sound - Flute (Danny Howard Remix) (SPRS) Electro House 
2014-02-18 - Mystery Skulls - Ghost (Thomas Newson Remix) (Warner Bros.) Progressive House
2014-01-06 - Thomas Newson & John Dish - Kalavela (Musical Freedom) Electro House
2013-11-11 - Thomas Newson & New World Sound - Flute - (DOORN) Electro House
2013-10-14 - Audien feat. Michael S.- Leaving You (Thomas Newson Remix) (Zouk Recordings) Progressive House
2013-04-29 - Thomas Newson - Neutron(Doctors In Florence Remix) (In Charge) Progressive House 
2013-04-12 - Thomas Newson - Phantom (Big & Dirty) Progressive House 
2013-04-01 - Thomas Newson - Neutron (In Charge)
2012-12-03 - Thomas Newson - Phantom (Big & Dirty) Progressive House 
2012-05-07 - Thomas Newson - Delta (OXYGEN) Progressive House 
2015-05-26 Thomas Newson & MAKJ - Black (Protocol Recordings)

## Compilation
2014-06-27 - Hardwell Presents Revealed Vol. 5